# Орцивеки
Орцивѐки (на италиански: Orzivecchi, на източноломбардски: i Urs Vèc, и Урс Веч) е малко градче и община в Северна Италия, провинция Бреша, регион Ломбардия. Разположено е на 91 m надморска височина. Населението на общината е 2514 души (към 2013 г.).